# Anyphops schoenlandi
Anyphops schoenlandi là một loài nhện trong họ Selenopidae.
Loài này thuộc chi Anyphops. Anyphops schoenlandi được Mary Agard Pocock miêu tả năm 1902.